# 간리역
간리역(間里驛)은 조선민주주의인민공화국 평양직할시 형제산구역 신간일동에 위치한 평의선과 평라선의 철도역이다. 본 역에서 평의선과 평라선이 실질적으로 분기한다. (평라선의 영업거리상 기점은 평양역이다.)
유명한 강제 수용소인 간리 집결소가 평양 시내로 진입하기 직전의 역인 본 역에 설치되어 있다.